# Mathilde Mallinger
Mathilde Mallinger, all'anagrafe Mathilde Lichtenegger (Graz, 17 febbraio 1847 – Berlino, 19 aprile 1920) è stata un soprano austriaco.

## Biografia
Figlia del compositore Vatroslav Lichtenegger, Mathilde Mallinger studiò canto con Giovanni Battista Gordigiani al Conservatorio di Praga e con Richard Loewy a Vienna. Qui conobbe Richard Wagner, che la raccomandò caldamente all'Opera di Stato della Baviera, dove fece il suo debutto nel 1866 cantando nella Norma come protagonista. Nei tre anni seguenti vi cantò anche nei ruoli di Elsa in Lohengrin, di Elisabeth in Tannhäuser e di Eva in occasione della prima assoluta de I maestri cantori di Norimberga il 21 giugno 1868.
Nel 1869 lasciò Monaco per la Staatsoper Unter den Linden, dove cantò per le tredici stagioni successive. Alla Staatsoper cantò in occasione della prima berlinese di Lohengrin e nella prima assoluta del Cesario oder Was ihr wollt di Wilhelm Taubert; cantò anche come Aida in Aida, Leonore in Fidelio, Agathe ne Il franco cacciatore, Sieglinde ne La valchiria, Valentine ne Gli ugonotti, Pamina ne Il flauto magico, Donna Anna in Don Giovanni e nei ruoli di Susanna e della Contessa ne Le nozze di Figaro. Cantò anche alla Wiener Staatsoper e al Teatro Mariinskij. 
A Berlino si contendeva i ruoli da primadonna con Pauline Lucca e le tensioni tra le due si estesero anche ai rispettivi ammiratori, spesso pronti ad azzuffarsi per le due cantanti. Durante una rappresentazione de Le nozze di Figaro con Mallinger nel ruolo della Contessa e Lucca in quello di Cherubino, i fan di Mathilde impedirono al soprano austriaco di cantare, tanto da spingerla a rescindere il contratto e lasciare la Germania per esibirsi altrove. Diede il suo addio all'opera nel 1882, ma continuò con l'attività concertistica fino al 1895; successivamente si dedicò all'insegnamento a Praga e poi a Berlino, annoverando tra i suoi studenti Lotte Lehmann.
Fu sposata con il barone Otto Schimmelpfenig Oye, da cui ebbe la figlia Marie, anche lei cantante d'opera. Morì a Berlino nel 1920 all'età di 73 anni.